# 日本自動車
日本自動車株式会社（にほんじどうしゃ）は明治末期から昭和40年代前半まで存在した大手輸入車ディーラー。創立者は男爵で大倉財閥2代目総帥の大倉喜七郎。大倉はカーマニアとして知られ、1907年（明治40年）にフィアットで英国のレースに出場し好成績を収めた自動車エンスージアストの草分け的存在。1909年11月に日本自動車合資会社として設立され1914年6月に株式会社となる本社は東京都港区赤坂溜池町30番地(溜池交差点角)にあり、全国に支店網を有していた。
取り扱い車種は大倉がレースで用いたフィアットの他、ハドソン・モーター・カー・カンパニーやDKW等があった。戦前の日本でハドソンがビュイックに匹敵する知名度があったのは、業界最古参の日本自動車と背後の大倉財閥の力あってこそであった。戦前はハーレーダビッドソンなどのモーターサイクルの輸入、後のくろがね三輪トラックの前身「ニューエラ」号の製造、輸入されたオースチン・7を当時の小型自動車枠に収めるための車体製作など、幅広い事業を手がけた。
戦後は財閥解体で大倉家の手を離れ、輸入制限で経営困難となったものの、民生デイゼル工業(後に日産ディーゼル（当時、現「UDトラックス」）)のトラック・バスや軽自動車の草分けである日本軽自動車のNJ号などの販売にも進出、カー用品販売も広く手がけた。
CAR GRAPHIC誌には1968年前半までハドソンの後身であるランブラーとDKWの広告を掲載していたが、1968年5月に日本自動車輸入組合(JAIA)を退会、会社は消滅した。1960年代になるとフィアットは西欧自動車(後の西武自動車販売)との共同取り扱いとなって1966年3月末に販売から撤退、残る取り扱い車種もランブラーは山洋自動車、アウディはヤナセに販売権を相乗りされるようになっており、老舗の地盤沈下ぶりは顕著であった。